# Алея зірок (Лодзь)
Алея зірок у Лодзі (пол. Aleja Gwiazd Łódzkiej Drogi Sławy) — алея в місті Лодзь, розташована на вулиці Пйотрковській між вулицями 6 Серпня і пасажом Рубінштейна. Ідею створення алеї на зразок Голівудської Алеї Слави запропонував режисер Ян Махульський у 1996 році. Автором дизайну зірок на лодзькій Алеї став художник-графік Анджей Понговскі. Всі зірки були виготовлені з латуні та вбудовані в гранітний квадрат. відкриття мало бути присвячене 50-літтю Кіношколи в Лодзі.
Перша зірка — для актора Анджея Северина — була вмонтована 28 травня 1998 року. Проект зірки створив Анджей Понґовський. З парної (східної) сторони алеї розміщені зірки режисерів та операторів, а з другого боку — акторів. Також діє каплиця Алеї зірок у Музеї кінематографії в Лодзі.